# 아크바르쇼흐 이스칸다로프
아크바르쇼흐 이스칸다로비치 이스칸다로프(타지크어: Акбаршоҳ Искандарович Искандаров, 1951년 8월 1일~)는 타지키스탄 대통령 권한대행 직책을 지낸 소련·타지키스탄의 외교관 겸 정치가이다.
그는 소비에트 연방 타지크 자치공화국 고르노바다흐샨 자치주 케브론 지방에서 출생하였으며 지난날 한때 고르노바다흐샨 자치주 다르보즈 군현 지방에서 잠시 유아기를 보낸 적이 있는 그는 그 후 타지크 중앙행정직할구 두샨베에서 성장하였고 1978년 소련 외교관으로 첫 입문하였으며 1991년 소련이 붕괴 및 해체된 이후 타지키스탄 창건 초기 시절 라흐몬 나비예프 대통령 시대에서 타지키스탄 부통령 직책을 지냈으며 그 후 타지키스탄 대통령 권한대행 직책을 지냈다.